# D'Ieteren
D'Ieteren is een Belgische, van oorsprong uit het Nederlandse Schinnen afkomstige familie, bekend geworden door de automobielindustrie en onder meer het importeren van Volkswagen in België.

## Geschiedenis
De stamreeks begint met de handelaar Johan Dederen alias Dieteren (†1680) uit Schinnen in Nederlands Limburg wiens dochter in 1630 werd gedoopt, welke laatste datum ook de eerste vermelding van dit geslacht betreft. Zijn zoon Johan Dieteren (1635-1697) werd schepen van Schinnen, zijn andere zoon Herman Dieteren (1637-?) werd burgemeester van die plaats.
Jan-Gaspar D'Ieteren (1753-1795), vestigde zich vanuit Schinnen in Brussel en begon te werken als rijtuigreparateur. Diens zoon Joseph D'Ieteren (1785-1831) start het bekend geworden autobedrijf D'Ieteren (bedrijf); hij begon in 1805 in Brussel als bouwer van koetsen en berlines en die leverde aan het hof. Hij begon met een bescheiden werkplaats in de Broekstraat, in het centrum van Brussel.
Vlak na de Tweede Wereldoorlog zette Pierre D'Ieteren een belangrijke stap voor het familiebedrijf: hij onderhandelde met het Duitse Volkswagen en deed een gouden deal en D'Ieteren werd de Belgische importeur van de Volkswagen Kever, de succesauto van de jaren vijftig en zestig.
Roland D'Ieteren (1942-2020) was de zesde rechtstreekse mannelijke afstammeling na vestiging in Brussel. In 2007 behoorde Roland D'Ieteren volgens Het Nieuwsblad tot de 25 rijkste Vlamingen met een geschat vermogen van 744 miljoen euro. Op 20 september 2009 werd Roland D'Ieteren verheven in de Belgische adel met de titel baron, overgaande op alle afstammelingen.
Anne d'Ieteren is ook een lid van deze familie, zij is de voorzitter van BPC en lid van het BOIC.

## Enkele telgen
- Jan-Gaspar D'Ieteren (1753-1795), vestigde zich vanuit Schinnen in Brussel 
  - Jean-Joseph D'Ieteren (1785-1831), in 1805 grondlegger van het bedrijf D'Ieteren
    - Alexandre D'Ieteren (1817-1903)
      - Alfred D'Ieteren (1853-1947)
        - Lucien D'Ieteren (1880-1966)
          - Pierre D'Ieteren (1912-1975), voorzitter van de NV D'Ieteren
            - Ir. Roland Gabriel baron D'Ieteren MBA (1942-2020), voorzitter van de NV D'Ieteren
              - Nicolas baron D'Ieteren B.Sc. (1975), voorzitter van de NV D'Ieteren